# Edingthorpe
Edingthorpe – wieś w Anglii, w hrabstwie Norfolk, w dystrykcie North Norfolk. Leży 25 km na północny wschód od Norwich i 182 km na północny wschód od Londynu.